# Ducati 600 Supersport
La 600 SS ou 600 Supersport est un modèle de motocyclette sportive construit par Ducati.
Apparue en 1994, elle complète la gamme Supersport en offrant plus de puissance qu'une modeste 400, tout en étant plus accessible qu'une 750 ou la trop sportive 900.

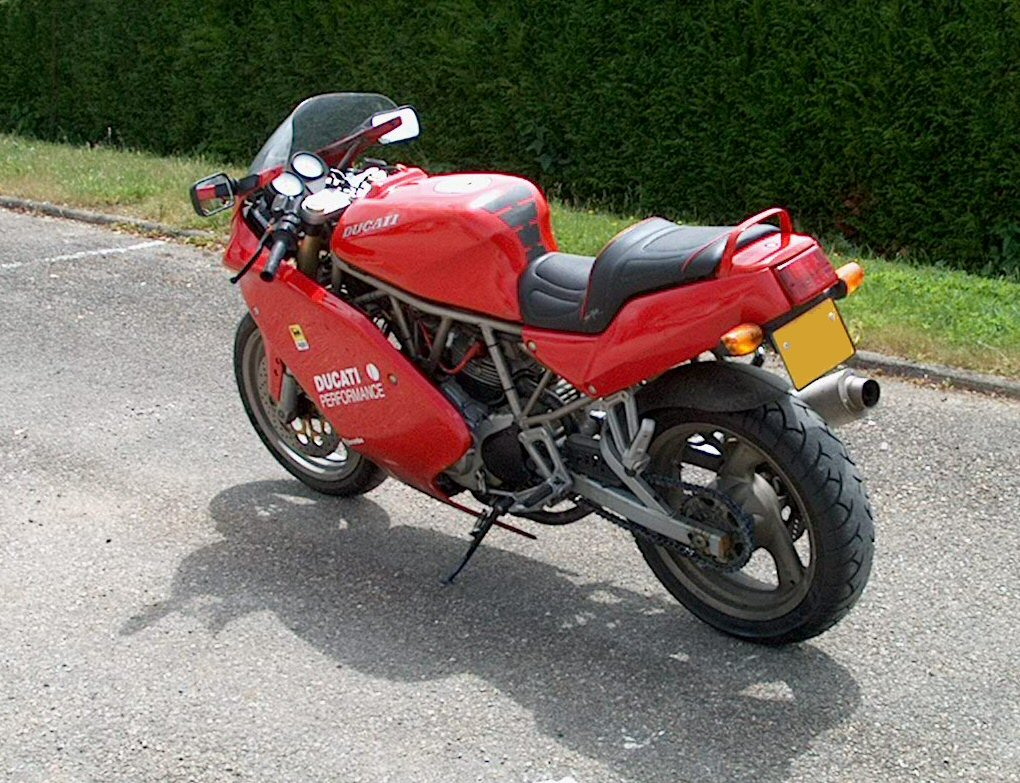
Ducati 600 Supersport, vue arrière.

Le moteur n'est pas un classique Pantah de 583 cm3 même s'il en est issu, la culasse du cylindre vertical est retournée permettant ainsi de regrouper les carburateurs au centre du V qui n'utilisent du coup qu'une seule commande. Il développe 53 chevaux à 8 250 tr/min.
Les carburateurs sont de marque Mikuni. 
Contrairement à la 400, la boîte de vitesses ne dispose que de 5 rapports. Mais elle est bien étagée et permet des vitesses maximales de plus de 200 km/h.
La fourche est de marque Marzocchi tandis que l'amortisseur vient de chez Sachs.
Comme la 400, elle n'utilise qu'un simple disque de 320 mm à l'avant.
Elle est disponible en version semi-carénée ou avec un carénage intégral. Comme sur la 750 et la 900, des ouïes supplémentaires apparaissent sur les flancs de carénage en 1997, apportant un peu d'air supplémentaire au cylindre arrière, qui chauffe exagérément.
La même année, un kit de réchauffage de carburateur est disponible en accessoire (électrique ou à huile). En effet, du fait de l'architecture moteur, les carburateurs sont particulièrement exposés au froid (contrairement aux moteurs à cylindres verticaux dont les carburateurs sont bien au chaud derrière les cylindres). Il en résulte un "givrage" du mélange air-essence dans le venturi des carburateurs, ces symptômes apparaissant par temps froid et surtout humide. Lorsque cela arrive, le moteur ne tourne pas bien dans les bas régimes, allant jusqu'à caler de façon intempestive.
Sur la route, elle se révèle très légère et agile. La partie cycle est précise et rigide. Cette même rigidité grève le confort sur les routes cabossées. La position de conduite est à cheval entre les Superbike et la routière (en étant tout de même plus sport que GT).
La 600 SS est retirée du catalogue en 1998. Sa remplaçante dans la gamme Ducati n'arrivera qu'en 2001 avec la 620 SSie (équipée du même moteur à injection que la 620 Monster).